# Raphaelsklinik Münster

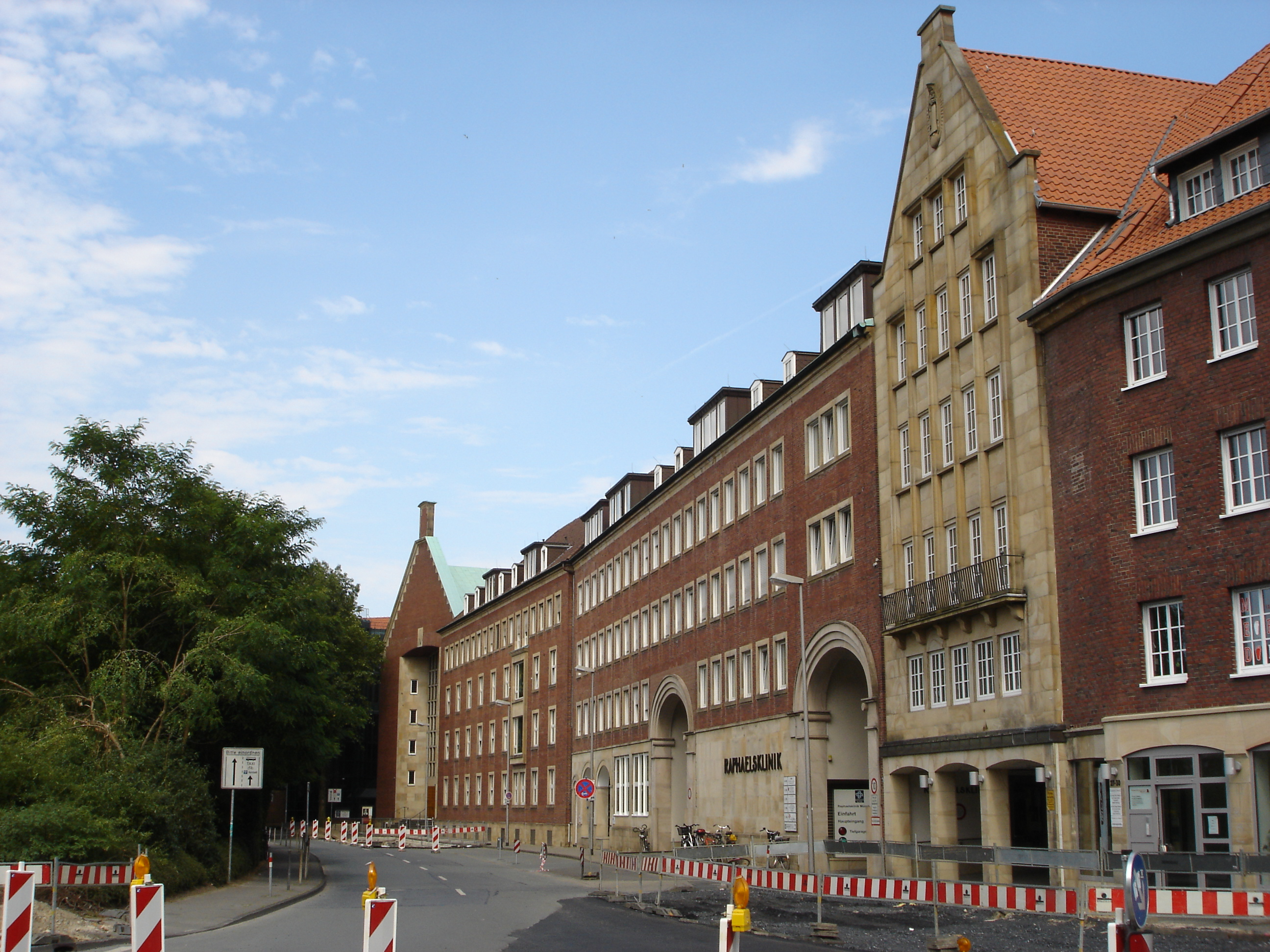
Portalseite mit der Ein- und Ausfahrt der Klinik. Am linken Ende des Gebäudes befindet sich der Eingang zur Kapelle.

Die Raphaelsklinik ist ein Krankenhaus in der westfälischen Stadt Münster und akademisches Lehrkrankenhaus der Westfälischen Wilhelms-Universität. Es verfügt über 316 Betten und beschäftigt 705 Mitarbeiter. Der Klinik angeschlossen sind zwei Ambulanzzentren in direkt angrenzenden Gebäuden. Jährlich werden etwa 11.000 stationäre und 13.000 ambulante Patienten behandelt. Die Einrichtung wird von der katholischen Alexianer GmbH und dem Orden der Clemensschwestern betrieben.

## Geschichte
Die Raphaelsklinik wurde am 10. Juli 1908 unter der Trägerschaft der Clemensschwestern in unmittelbarer Nähe ihres Mutterhauses, dem Clemenskloster eröffnet. Sie besaßen zu jener Zeit bereits etwa 100 Jahre Erfahrung in der Krankenpflege, arbeiteten jedoch unter fremder Regie in unterschiedlichen Einrichtungen. Mit der Gründung der Klinik konnten sie somit erstmals ihr Wissen in einem eigenen Krankenhaus anwenden.
Neben der Raphaelsklinik eröffnete am 18. September 1908 in direkter Nachbarschaft die Hedwigsklinik, so dass zwei gleichwertige Kliniken an einer Straße bestanden. Sie waren über einen Flur in der jeweiligen zweiten Etage miteinander verbunden. Die Bettenzahl der beiden Kliniken schwankten zu dieser Zeit zwischen 80 und 120 Betten. Für die Versorgung der Patienten standen sechs Spezialärzte in den Bereichen Chirurgie, Frauenheilkunde und Geburtshilfe, Augenheilkunde, Innere Medizin und Nervenheilkunde bereit. Daneben gab es einen Spezialisten für Nasen-, Ohren- und Kehlkopfkrankheiten. Den Ärzten, darunter Conrad Ramstedt, standen insgesamt sechs Operationsräume zur Verfügung. Verwaltet wurden beide Kliniken durch ein Kuratorium der Clemensschwestern.

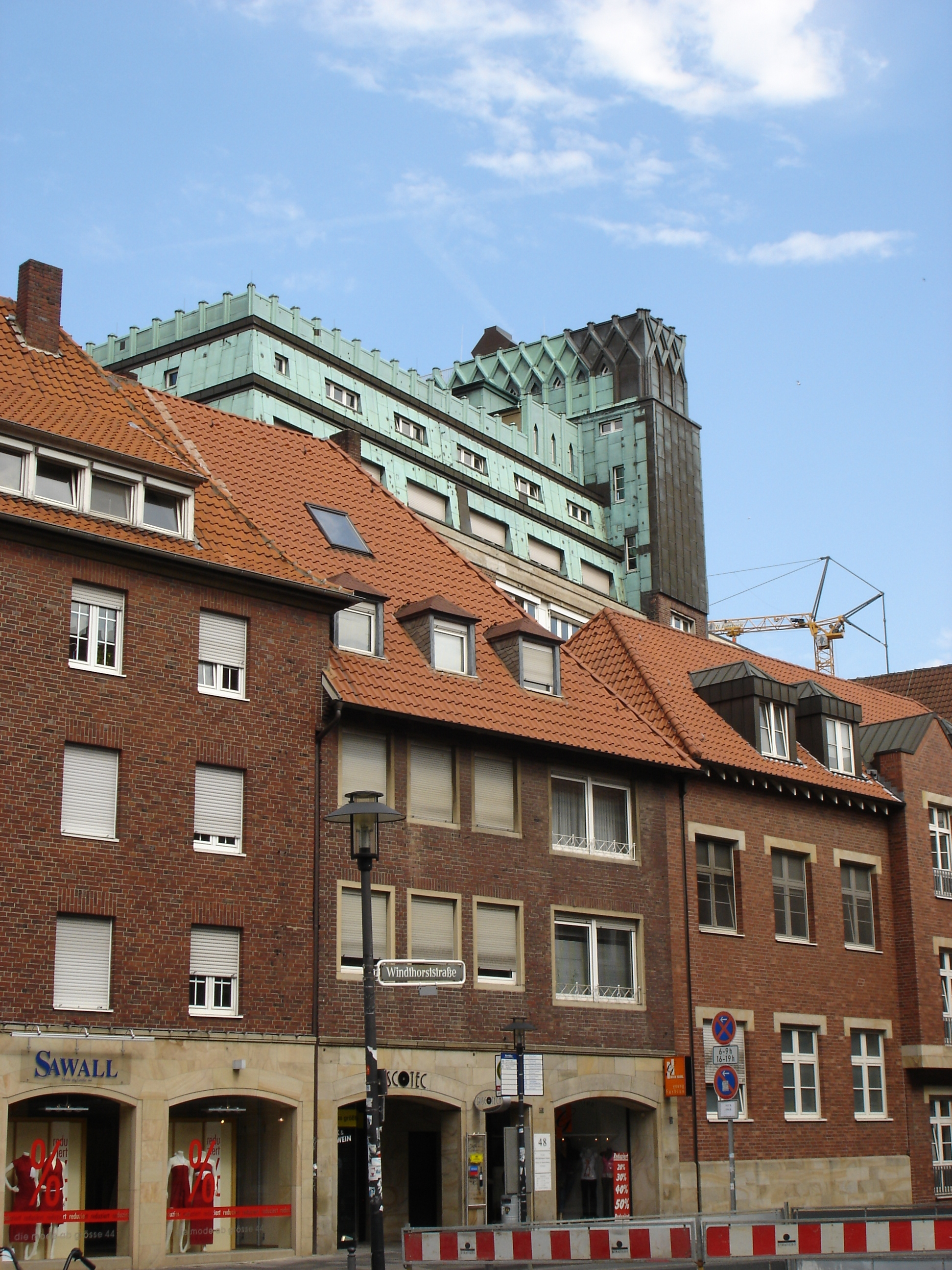
Blick auf das denkmalgeschützte Hochhaus des Altbaus im Hintergrund. An den dunklen Kupferblechen hing bis in den Zweiten Weltkrieg die Statue der Madonna.

In den Jahren von 1928 bis 1930 fand eine Erweiterung der Raphaelsklinik statt. Der erste Spatenstich fand am 3. Dezember 1928, die Grundsteinlegung am 26. März 1929 statt. Zu diesem Neubau gehört auch das erste Hochhaus von Münster an der Windthorststraße, die damals noch Hagedornstraße hieß. Der zuständige Architekt war der Regierungsbaumeister Carl Brocker. Die Weihe erhielt es durch den münsterschen Bischof Johannes Poggenburg am 13. Dezember 1930, als es bereits mit Patienten belegt war. Eine Besonderheit dieses Hochhauses war die 9 m hohe Statue der Madonna, die als Denkmal zu Ehren der Ordenspatronin an der Südwestfassade angebracht war. Sie wurde bei Luftangriffen auf Münster im Zweiten Weltkrieg zerstört. Das Hochhaus selbst steht unter Denkmalschutz. Nach dieser Erweiterung verfügten die beiden Kliniken über 72 Zimmer mit insgesamt 164 Betten. Die Anzahl der Ärzte wurde auf 10 aufgestockt.
Gleich zu Beginn des Zweiten Weltkrieges wurde in der Hedwigsklinik ein Reservelazarett mit insgesamt 50 Betten eingerichtet, das bereits 1940 auf 130 Betten aufgestockt wurde. Im Juli 1941 kam es dann zu ersten Kriegsschäden aufgrund alliierter Luftangriffe. Die weiter zunehmenden Luftangriffe machten dann die Einrichtung einer Ausweichstelle erforderlich, die am 22. August 1943 im „Kloster vom Heiligen Kreuz“ in Freckenhorst eröffnet wurde. Während die Patienten in Freckenhorst einquartiert wurden, fanden zweimal wöchentlich Operationen innerhalb der Klinik statt. Auch die Clemensschwestern verließen zum Schutz vor den Angriffen Münster. Bis 1944 waren sie im Haus Marienthal untergebracht. Nach der Zerstörung ihres Klosters zogen sie nach Arnsberg.
Nach Ende des Krieges waren fast alle Gebäude der beiden Kliniken stark beschädigt. Nur das bei der Erweiterung der Klinik im Jahre 1930 errichtete Hochhaus war noch einigermaßen bewohnbar. Es wurde provisorisch zum Mutterhaus der Schwestern umfunktioniert, das am 15. April 1945 von den ersten 13 Schwestern bezogen wurde. Bis zum Abschluss der Wiederaufbauarbeiten im Jahre 1950 musste zusätzlich eine weitere Ausweichstelle in Hiltrup eingerichtet werden. Mit dem Wiederaufbau der beiden Kliniken wurde gleichzeitig die Trennung aufgehoben und die Hedwigsklinik übernahm den Namen Raphaelsklinik. Da das nahegelegene Clemenshospital ebenfalls durch den Krieg zerstört wurde, war die Raphaelsklinik zeitweilig die einzige Klinik in der Innenstadt von Münster. So nahm die Anzahl der Betten deutlich zu und 1950 verfügte sie bereits über 304 Betten. Entsprechend wurde die Klinik 1954 erneut erweitert.
Die letzten großen Erweiterungen erfolgte in den 1990er Jahren mit dem Neubau eines Bettenhauses im Innenbereich der Klinik und im Jahre 1999 durch die Erweiterung um ein Ambulanzzentrum. Ein weiteres, zweites Ambulanzzentrum folgte im Jahre 2004. Ein Umbau bei gleichzeitiger Verlegung des Haupteinganges fand ebenfalls zu Beginn des 21. Jahrhunderts statt und wurde im Juli 2002 fertiggestellt. Seit 1998 ist die Raphaelsklinik zudem ein akademisches Lehrkrankenhaus.

## Abteilungen
Die Raphaelsklinik gliedert sich insgesamt in 11 medizinische Bereiche:
- Chirurgische und internistische Ambulanz
- Chirurgie I – Allgemein- und Viszeralchirurgie
- Chirurgie II – Koloproktologie
- Unfall- und Orthopädische Chirurgie
- Anästhesie und operative Intensivmedizin
- Innere Medizin I
- Innere Medizin II – Gastroenterologie
- Innere Medizin III – Hämatologie und Onkologie
- Radiologie und Nuklearmedizin
- Urologie
- HNO
- Zentral-OP

## Weitere Einrichtungen
Neben den medizinischen Bereichen existieren auch noch zusätzliche Einrichtungen an der Raphaelsklinik. Neben den beiden Ärztezentren sind dies die Krankenpflege, eine Einrichtung für Physikalische Therapie, ein Labor, eine Krankenpflegeschule, eine Abteilung für Kurzzeitpflege sowie ein ambulanter Pflegedienst. Für die sozialen Aspekte steht ein klinischer Sozialdienst als auch eine Klinikseelsorge zur Verfügung. Zur Klinik gehört ebenfalls die Kirche des Mutterhauses der Clemensschwestern.

## Ausstellungen
Eine Besonderheit des Krankenhauses sind die regelmäßigen Ausstellungen. Mit dem Umbau des Haupteinganges entstand im Foyer eine Galerie, die seitdem Ausstellungen verschiedener Künstlern zeigt.